# Mamelletes de monja
Mamelletes de monja, herba blanca, herba plana, herba redona, maria o rampet (Hedypnois rhagadioloides) és una planta amb flor de la família de les asteràcies.

## Característiques
Els papus d'aquesta planta tenen una corona d'escates rígides i agudes en lloc de ser plomosos.
El seu nom vulgar és una al·lusió a la forma de mamella del peduncle, que és gruixut sota el capítol.

## Gènere i subespècies
La Hedypnois rhagadioloides és l'únic membre del gènere Hedypnois. Té però diverses subespècies:
- Hedypnois rhagadioloides subsp. monspeliensis (Murb.) Hayek
- Hedypnois rhagadioloides subsp. rhagadioloides
- Hedypnois rhagadioloides subsp. tubaeformis (Ten.) Hayek